# 美國大道32號

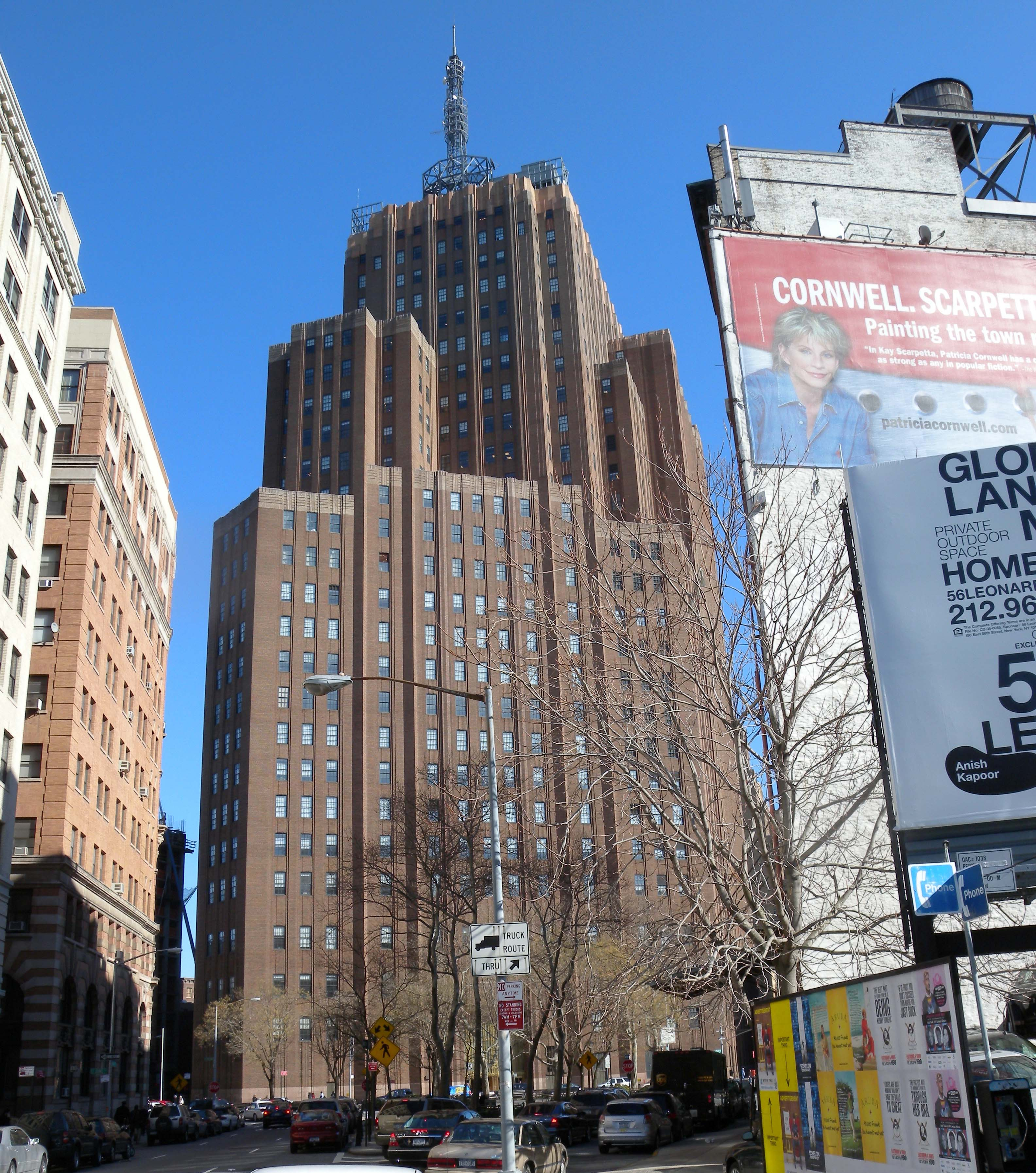

美國大道32號（32 Avenue of the Americas），又稱AT&T大廈（AT&T Building），是一棟27層，高549-英尺（167-）的建築位於美國紐約市曼哈頓的翠貝卡地區。該建築在1991年被列入紐約市地標。